# Campo Novo de Rondônia
Campo Novo de Rondônia è un comune del Brasile nello Stato di Rondônia, parte della mesoregione di Madeira-Guaporé e della microregione di Porto Velho.